# BU-735
La BU-735, conocida coloquialmente como Carretera de Ircio o Carretera de Haro, es una carretera autonómica que transcurre entre la localidad de Miranda de Ebro y el límite provincial de La Rioja. Se trata de una vía de entrada o salida a la ciudad desde La Rioja así como un acceso al Polígono Industrial de Ircio.
El inicio de esta carretera burgalesa está en el casco urbano de Miranda de Ebro, en la Barriada de San Juan del Monte donde enlaza además con la  BU-733 . Finaliza en el límite con la provincia de La Rioja, bajo a un puente sobre la autovía  AP-68 . A partir de este punto, en suelo riojano pasa a llamarse  LR-306  y conecta con la ciudad de Haro. La longitud de esta carretera es aproximadamente de 9,3 km y conecta el centro de la ciudad con la pedanía de Ircio, la urbanización de Fuentecaliente, el paraje de San Juan del Monte así como con el Polígono Industrial de Ircio. 
Durante todo su recorrido consta de una sola calzada, con un carril para cada sentido de circulación y arcenes a ambos lados. Algunos cruces están regulados con rotondas. La  BU-735  tenía en 2004 una IMD de 1.388 vehículos diarios, y en 2008 una IMD de 2.101.
Antes de la transferencia de las carreteras comarcales a las comunidades autónomas, esta carretera fue parte de la  C-122 , que comunicaba Logroño con Haro, Miranda de Ebro y Puentelarrá.